# Serguei Gorxkov
L'Almirall de la Flota de la Unió Soviètica Serguei Gueórguievitx Gorxkov (rus: Серге́й Гео́ргиевич Горшко́в - 26 de febrer de 1910 – 13 de maig de 1988) va ser un oficial naval soviètic durant la Guerra Freda, que supervisà l'expansió de la Marina Soviètica per tota la superfície de la terra. Va rebre el títol d'Heroi de la Unió Soviètica en dues ocasions.

## Biografia
Nascut a Kàmianets-Podilski en el si d'una família de mestres., Gorxkov va criar-se a Kolomna. El 1926 ingressar a la Universitat Estatal de Leningrad, però l'abandona el 1927 en unir-se a la Marina Soviètica, graduant-se a l'Escola Superior Naval M.V. Frunze el 1931, comandant destructors al mar Negre el 1932. Després va ser destinat a la Flota del Pacífic, comandant fragates i un destructor. El 1937 seguí una formació especial per a caps de l'Armada, sent promocionat al rang de Capità de 3a classe, i participant amb la 7a Brigada de la Marina a la batalla del llac Khasan. El 1939 va ser promogut al rang de Capità de 2a classe, sent tornant a la Flota del Mar Negre i sent nomenat comandant de la brigada de destructors. El 1940 va comandar una brigada de creuers.
Durant la Segona Guerra Mundial va actuar amb la Flota del Mar Negre, comandant com a contraalmirall la Flotilla d'Azov i la Flotilla del Danubi. Es distingí als desembarcaments a la península de Kertx i comandà un esquadró de destructors al final de la guerra.
El 1951 va ser nomenat cap de l'Estat Major i comandant de la Flota del Mar Negre. El 1955 va ser adjunt del Comandant de l'Armada, i el 5 de gener de 1956 va ser nomenat comandant en cap de la Marina Soviètica per Nikita Khrusxov, i sota el mandat de Leonid Bréjnev supervisà un gran creixement naval soviètic, tant en les forces de superfície com submarines, creant una flota capaç de desafiar la potència naval estrangera a finals de la dècada del 1970. El 1961 va ser admès com a membre del Partit Comunista (era membre candidat des de 1956), i exercí com a adjunt del Soviet Suprem. El 1962 va ser promogut al rang d'Almirall de Flota i el 26 d'octubre de 1967, Almirall de la Flota de la Unió Soviètica. Des del 1985 va ser membre del Grup Especial d'Inspectors Generals de Defensa de la Unió Soviètica. Va morir el 1988. Està enterrat al cementiri de Novodévitxi.
Gorxkov és sovint associat amb la frase "Millor és l'enemic de prou bo", afirmant-se que la tenia penjada al seu despatx com a lema.

## Condecoracions
- Heroi de la Unió Soviètica (2) (1965 i 1982)
- Orde de Lenin (7)
- Orde de la Revolució d'Octubre
- Orde de la Bandera Roja (2)
- Orde d'Uixakov de 1a classe (1945) i de 2a classe (1944)
- Orde de Kutuzov de 1a classe
- Orde de l'Estrella Roja
- Orde de la Guerra Patriòtica de 1a classe
- Orde del Servei a la Pàtria a les Forces Armades de 3 classe
- Medalla del Centenari de Lenin
- Medalla de la defensa d'Odessa
- Medalla de la defensa del Caucas
- Medalla de la victòria sobre Alemanya en la Gran Guerra Patriòtica 1941-1945
- Medalla del 20è Aniversari de la Victòria en la Gran Guerra Patriòtica
- Medalla del 30è Aniversari de la Victòria en la Gran Guerra Patriòtica
- Medalla del 40è Aniversari de la Victòria en la Gran Guerra Patriòtica
- Medalla dels Veterans de les Forces Armades Soviètiques
- Medalla del 30è Aniversari de l'Exèrcit i l'Armada Soviètics
- Medalla del 40è Aniversari de les Forces Armades Soviètiques
- Medalla del 50è Aniversari de les Forces Armades Soviètiques
- Medalla del 60è Aniversari de les Forces Armades Soviètiques
- Premi Estatal de l'URSS (1980)
- Premi Lenin (1985)
- Ciutadà Honorífic de les ciutats de Sebastòpol, Vladivostok, Berdiansk, Ieisk i Severodvinsk

A més, va rebre 52 ordes i medalles estrangeres. En honor seu es van aixecar monuments a les ciutats de Kolomna i Novorossisk; i a la seu de la Flota del Mar Negre hi ha una placa en memòria seva. El 1982 es botà un portaavions classe Kíev amb el nom Almirall Gorxkov.
El 2006, el Ministeri de Defensa rus establí la medalla Almirall Gorxkov.